# J.B. Adams
J.B. Adams (Oklahoma City, Oklahoma, 29 de setembre de 1954) és un actor, director i cantant estatunidenc. Ha treballat al cinema, televisió i sobretot musicals. Va anar a la Universitat d'Oklahoma City, on va estudiar veu, piano, òpera, i teatre musical, després es va convertir en un actor de Broadway a Nova York. És potser més conegut pels seus papers en la producció Broadway de La Bella i la Bèstia i Annie (musical del 1997). Uns altres crèdits de Broadway inclouen Parade, Chitty Chitty Bang Bang, i a Me and My Girl. Va interpretar el paper de Morris Farnsworth a la pel·lícula Lluny del cel i ha fet papers de protagonista a Law & Order: Special Victims Unit.

## Filmografia

### Cine
- I Married a Strange Person! (1997) (veu) com Keri's Dad
- Lluny del cel  (2002) com Farnsworth
- BearCity 3 (2016) com a Charles

### Televisió
- Coward of the County (1981)
- Law & Order: Special Victims Unit (2006) com Dr. Richard White
- The Michael J. Fox Show (2013) com a Chris
- Friends from College (2019) com a pare de Charlie
- Max Riddle (2020) com a B.J

## Broadway
- Annie (1997)
- Beauty and the Beast com Maurice.
- Parade (1999) com Floyd MacDaniel.
- Chitty Chitty Bang Bang (2005) com Chicken Farmer, i inventor.